# 厲共公
厲共公（れいきょうこう）は、秦の第17代公。悼公の子。躁公、懐公の父。

## 生涯
悼公14年（紀元前477年）、悼公が薨去すると、後を継いで秦公となった。
厲共公2年（紀元前475年）、蜀の人が秦に来貢してきた。
厲共公16年（紀元前461年）、黄河に沿って溝を掘って大茘（だいり）を攻撃し、その王城を取った。
厲共公21年（紀元前456年）、秦は初めて頻陽を県とした。この年、晋が侵攻して武城を取られた。
厲共公24年（紀元前453年）、晋において内乱が起き、晋は趙・韓・魏に分裂した。これより中国は戦国時代に入る。
厲共公25年（紀元前452年）、晋の内乱で殺された智瑶の一族である智開が秦に逃れてきた。
厲共公33年（紀元前444年）、秦は義渠（ぎきょ）を撃ってその王を捕虜とした。
厲共公34年（紀元前443年）、薨去し、子の躁公が立って秦公となった。

## 参考資料
- 『史記』（秦本紀第五）